# マリーンワン

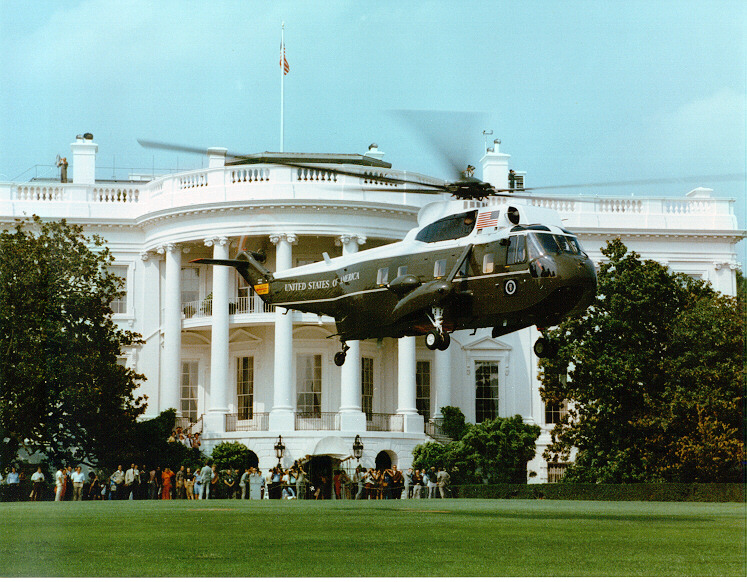
マリーンワン (VH-3D)

マリーンワンに搭乗するロナルド・レーガン大統領とナンシー夫人

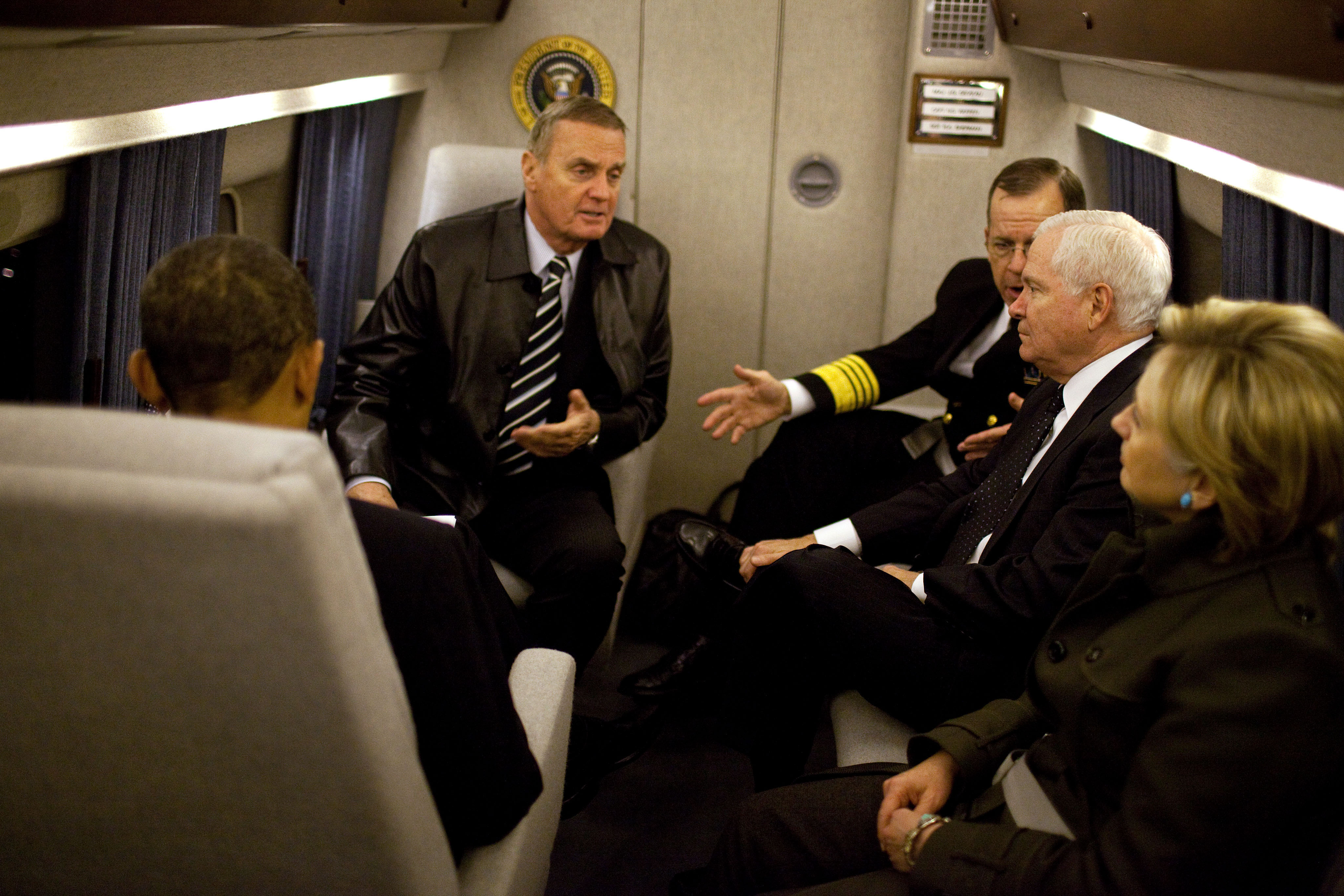
内部の様子（搭乗しているのはオバマ大統領と政権幹部）

マリーンワン（英: Marine One）は、アメリカ合衆国大統領がアメリカ海兵隊（英: United States Marine Corps）機に乗った時に使われるコールサイン。

## 概要
通常、この「マリーンワン」というコールサインは、大統領が国内の短距離間を移動するときに利用するヘリコプターに対して使われる。大統領専用ヘリは、大統領がホワイトハウスとアンドルーズ空軍基地（多くはエアフォースワンに搭乗するため）、あるいは別荘であるキャンプ・デービッドを往復する際に利用されることが多い。一般的に大統領が利用するが、副大統領や閣僚などの移動の際に使われることも多く、副大統領が搭乗した際のコールサインは、マリーン・ツー（英: Marine Two）となる（エアフォースワンにおける副大統領搭乗時のコールサインの取り扱いと同様）。
日々の運用に当たるのは、クワンティコ海兵隊航空施設（バージニア州クアンティコに所在するクアンティコ海兵隊基地内）に拠点を置く第1海兵ヘリコプター飛行隊（英: Marine Helicopter Squadron One, HMX-1）である。本飛行隊は「ナイトホークス」（英: The Nighthawks）の通称でも知られる。
2022年現在、専用機として就役しているのは、VH-3DシーキングとVH-60N プレジデントホークである。前者はSH-3 シーキングを、後者はUH-60 ブラックホークをベースに改造が施された派生型である（ともにシコルスキー・エアクラフト社製）。ヘリコプターゆえに空間的制約はあるものの、これらの機体は内装が通常のアメリカ海兵隊機とは異なり、衛星電話やホワイトハウス直通電話など、大統領をはじめ政府高官が搭乗するうえで必要な装備が取り付けられている。また、VH-3Dについては大統領の紋章が描かれた専用機も存在する。
単機での運用は少なく、アメリカ海兵隊の武装兵を乗せた複数の予備機を随伴させての利用が多い。このように大統領の搭乗機の特定を困難にすることで、テロ攻撃によるリスク低減が図られている。

## 歴史
アメリカ合衆国大統領がヘリコプターによる輸送を受けるようになったのは、1957年に当時のドワイト・D・アイゼンハワー大統領がH-13を利用したのが最初である。1958年にはH-34へ、1961年にはVH-3A（VH-3Dと同系列）へ更新された後、20年近くVH-3Aが運用されてから1978年に一部の機体が改良型であるVH-3Dへ更新された。さらに約10年後の1989年には残るVH-3AがVH-60Nへ更新され、現在の機材体制となった。
なお、1976年まで大統領のヘリコプター輸送はアメリカ陸軍とアメリカ海兵隊の共同運行管理であったため、この時期の専用ヘリコプターのコールサインは、操縦するパイロットの所属に応じて「アーミーワン」と「マリーンワン」が使い分けられた。1976年以降は、運行管理がアメリカ海兵隊単独となっている。
2009年1月20日には「エグゼクティブワン」というコールサイン・名称を使用する機会も得ている。このコールサイン・名称は、同日付で退任したばかりのジョージ・W・ブッシュ前大統領が、アメリカ連邦議会議事堂で行われたバラク・オバマ新大統領の就任式に出席した後、ローラ夫人と共にアメリカ連邦議会議事堂を離れ、アンドルーズ空軍基地へ移動する際に使われた。

## 大統領専用ヘリ後継機の選定

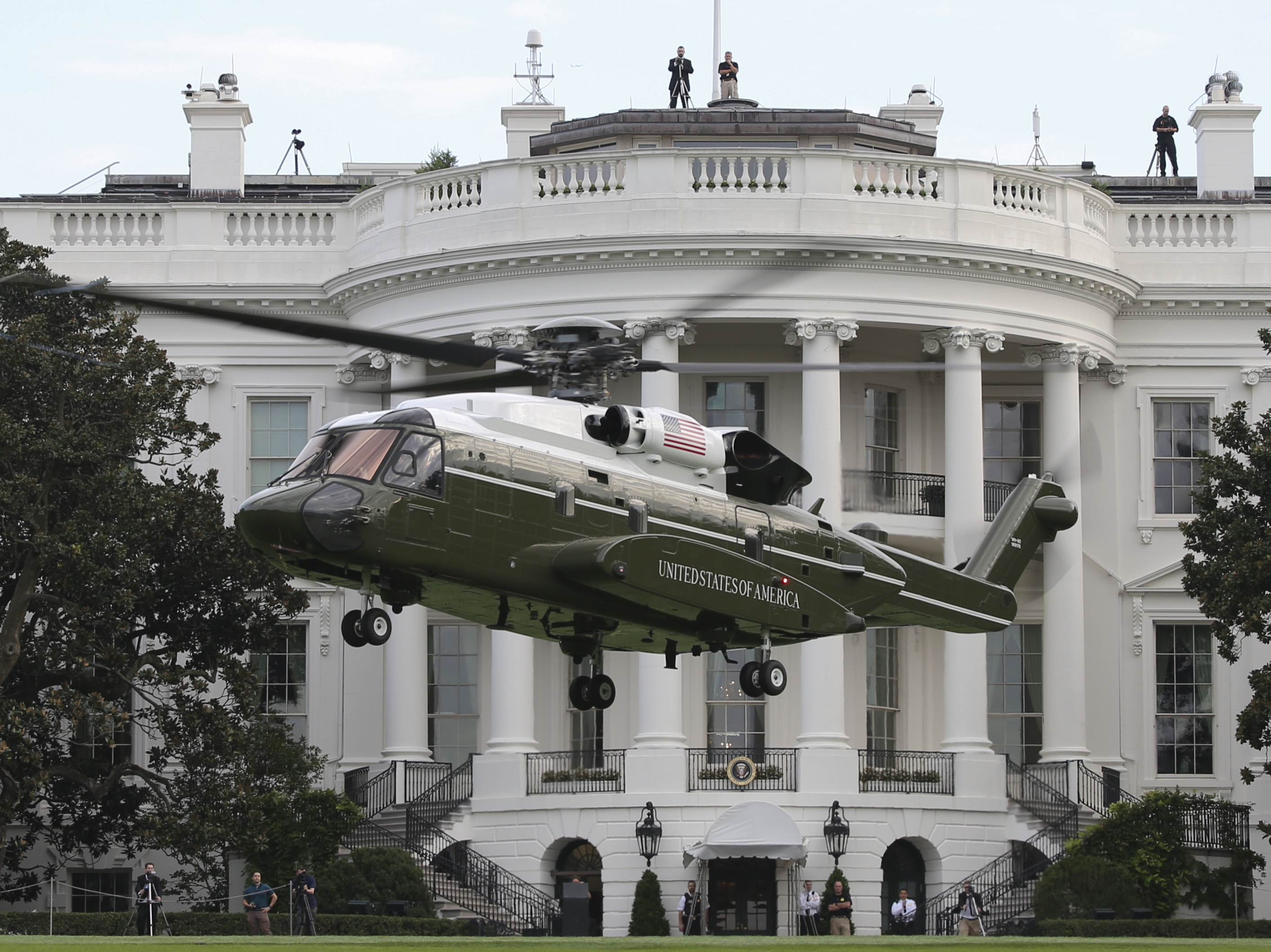
後継機となったシコルスキー VH-92

大統領専用ヘリで特にVH-3Dの老朽化に伴い、「マリーンワン」用要人輸送ヘリコプター後継機として、ベル/ボーイングのV-22、シコルスキーのS-92、アグスタウェストランドのUS-101の3機種が候補に挙がった。
2006年2月までに候補はS-92とUS-101に絞られ、最終的に居住性と安全性で高い評価を受けたUS-101が後継機に決まった。US-101は、VH-71 ケストレルとして23機が納入される予定だった。
しかし、軍用機をも大幅に超える防弾性能や対衝撃性能が調達要件として追加されたうえ、遅延を繰り返すうちに開発費が想定額の約2倍（112億ドル）にも達したため、2009年5月に計画は一旦中止されることが発表された。この計画中止が発表された後、VH-71にはこうした過剰ともとれる性能要求に加えてキッチンを装備することも予定されていたことが、「アメリカが核攻撃を受けている時に、食事を摂ろうなどとは決して思わないだろう」という大統領のジョークにより、明らかになった。
その後、シコルスキーはVH-3のアビオニクスやエンジン・ローター類を改修する延命案を提案していた。結局、2014年5月7日に大統領専用ヘリコプターの後継機の発注先を検討中だったアメリカ海軍は、シコルスキーを選定したと発表した。これを受けてシコルスキーは、開発済のS-92をベースにFAA（連邦航空局）認証を受けるための技術開発機 (EMD) 2機、運用試験と評価用のシステム実証試作機 (SDTA) 4機、フライトシミュレータと整備訓練用シミュレータ各1基を2018年までに納入する。型式名VH-92として、最終調達機数は21機の予定。

## 歴代「マリーンワン」用要人輸送ヘリコプター
- H-34
- VH-3D シーキング
- VH-60N プレジデントホーク（ブラックホーク） - 主に予備的に使われる場合が多く、大統領外遊時に使われる場合も多い。
- VH-71（EH101） - 2005年1月に開発契約が結ばれたが、2009年6月には開発価格が高騰したことから契約破棄された。
- VH-92A パトリオット（S-92） - VH-3Dの後継機。2021年より順次配備されている。

## 登場作品

### ドキュメンタリー
『On Board Marine One』（2008年、ナショナルジオグラフィックチャンネル）
HMX-1の主要隊員へのインタビュー、操縦士候補生の訓練（シミュレータ訓練・アンドルーズ空軍基地 - ホワイトハウス間の実機訓練など）、2008年国連総会でのニューヨークでのフライトに密着。

### 映画・ドラマ
『24 -TWENTY FOUR- シーズン5』（2006年、アメリカドラマ）
『インデペンデンス・デイ』（1996年、アメリカ映画）
『エアフォース・ワン』（1997年、アメリカ映画）
『バンテージ・ポイント』（2008年、アメリカ映画）
『ホワイトハウス・ダウン』（2013年、アメリカ映画）
『エンド・オブ・キングダム』（2016年、アメリカ映画）

### 小説
『マリーンワン』（邦訳2018年、ジェームス・W・ヒューストン著、村田薫訳、ISBN 978-4-09-406447-6）
大統領が死亡したマリーンワン墜落事故を巡る法廷サスペンス。

### アニメ・漫画
『学園黙示録 HIGHSCHOOL OF THE DEAD』
劇中のニュース映像内にて、アメリカ政府首脳陣がホワイトハウスからの脱出に使用。

### ゲーム
『コール オブ デューティ ブラックオプス2』（2012年）
作中の会話シーンでのみ言及、実際の登場は無し（傭兵部隊によってエアフォースワンとともに破壊された模様）。